# Качола (Козенца)
Качола је насеље у Италији у округу Козенца, региону Калабрија.
Према процени из 2011. у насељу је живело 54 становника. Насеље се налази на надморској висини од 91 м.